# Tatort: Des Glückes Rohstoff
Des Glückes Rohstoff ist ein österreichischer Fernsehkrimi aus dem Jahr 1985. Das Drehbuch schrieben Kurt Junek und Franz Mitterlechner, Regie führte ebenfalls Kurt Junek. Als zweite von 13 Folgen der Kriminalreihe Tatort wurde er vom ORF außerhalb der offiziellen Tatort-Reihe ohne die ARD produziert und in der Erstausstrahlung nur in Österreich gesendet.

## Handlung
Der Graphiker und Maler Gotthold Reiber ist chronisch in Geldnot, seine Auftraggeber sind mit seiner Arbeit unzufrieden und zahlen nicht. Er hat Schulden beim Unterweltboss Höllerl, der ihn unter Druck setzt und ihn pfänden lässt, auch von seiner Geliebten Brigitte „Bribri“ Brincic wird er wegen seiner Finanznot erniedrigt. Daher wächst in ihm der Gedanke, die örtliche Bank auszurauben, um sich damit von seinen Problemen zu befreien. Er versetzt seine Fotokamera und kauft sich davon ein Repetiergewehr. Nach einer kurzen Übungsphase an der Waffe trinkt sich Reiber Mut an und überfällt die Bank, bei dem Überfall erbeutet er einen vergleichsweise kleinen Betrag, anschließend versteckt er sich in einem Waldstück und kann so der Polizei entgehen. Bribri, die er fortan mit Geschenken überhäuft und teuer zum Essen einlädt, erzählt er, dass er einen Großauftrag erhalten habe und erfolgreich abschließen konnte. Als sie ihm aus der Zeitung vorliest, dass der Bankräuber bei dem Überfall vom Filialleiter mit einem vergleichsweise kleinen Betrag abgespeist und so ausgetrickst wurde, während im Tresor größere Geldsummen lagerten, wird Reiber klar, dass er auch beim Überfall versagt hat. Da er das Geld verprasst, jedoch seine Schulden bei Höllerl nicht bezahlt, wird er von dessen Leuten zusammengeschlagen und aufgefordert, die Schulden schnellstmöglich zu begleichen.
Er holt sich aus der Not seine Tatwaffe, die er nach dem Überfall entsorgt hat, zurück und richtet diese wieder her. Er überfällt erneut die gleiche Bank, da diesmal nicht so viel Geld im Tresor lagert, muss Reiber erneut mit einer geringen Beute fliehen. Auf der Flucht begegnet ihm ein Jogger, der pensionierte Polizist Braumüller, der Reiber unmaskiert sieht und ihn verfolgt. Als Braumüller Reiber zur Aufgabe überreden will, fühlt dieser sich in die Enge getrieben und schießt Braumüller nieder, bevor er seine Flucht fortsetzt. Hirth und sein Team werden mit dem Fall betraut, der Kollege schwebt in Lebensgefahr, so dass die Beamten besonders motiviert sind, den Täter zu stellen. Reiber läuft unterdessen, durch seine Tat in Gedanken, vor einen Bus und kommt mit einer Gehirnerschütterung ins Krankenhaus. Dadurch kann er das Postschließfach, in dem er einen Teil der Beute und seine Überfalluntensilien gelagert hat, nicht rechtzeitig öffnen, so dass die Mitarbeiter das Fach öffnen und die Polizei verständigen, Hirth und sein Team haben somit einen ersten Ermittlungsansatz. Reiber gibt vom Krankenhausbett aus Bribri die Anweisung, seine Miete zu zahlen, er verrät ihr ein Geldversteck im Handschuhfach, in dem er einen kleinen Teil seiner Beute versteckt hat, sie verspricht ihm im Gegenzug, sein Auto zu reinigen. Als er aus dem Spital entlassen wird, muss er feststellen, dass Bribri das Geld unterschlagen hat. Kurz darauf suchen ihn erneut die Leute von Höllerl auf und fordern ihn zur Zahlung auf, Höllerl macht ihm klar, dass er seinen Wagen „beschlagnahmt“ hat und fordert Geld von ihm, Reiber verspricht ihm baldige Zahlung, obwohl er kein Geld mehr hat.
Wieder finanziell in die Enge getrieben, überfällt er diesmal eine andere Bank, er schießt einen Angestellten und auf der Flucht einen Zeugen nieder, diesmal erbeutet er kein Geld und flüchtet in eine Kirche, dort versteckt er die Tatwaffe. Als er abends zu Bribri fährt und feststellen muss, dass sie nunmehr mit einem anderen Mann liiert ist, verlässt Reiber Wien und fährt nach Salzburg, wo er sich erneut eine Waffe kauft. Diesmal überfällt er in Salzburg eine Bank und erbeutet endlich auch einen großen Geldbetrag, mit dem er sich in die Schweiz absetzt und in Zürich ein Konto eröffnet, bevor er nach Wien zurückkehrt. Dort scheitert sein Versuch, die Tatwaffe der Wiener Überfälle in die Donau zu werfen, so dass er die Waffe mit zu sich nach Hause nimmt. Reiber erhält eine Vorladung von der Polizei, um dieser über Bribri Auskunft zu erteilen, als er das Präsidium aufsucht, erwarten ihn allerdings Hirth und sein Team. Bribri hatte beim Reinigen seines Autos eine Patronenhülse gefunden, die aus der Tatwaffe von Reibers Wiener Überfällen stammt und von denen gleiche Hülsen jeweils am Tatort gefunden wurden. Bribri hatte Anzeige erstattet, so dass die Beamten Reiber schon länger beobachteten, so auch bei dessen Versuch, die Tatwaffe zu entsorgen. Hirth und seine Kollegen haben mittlerweile auch das Konto Reibers in der Schweiz ausfindig machen und in dessen Wohnung die Tatwaffe sicherstellen lassen können. Konfrontiert mit den Indizien und der Information, dass Braumüller die Schüsse nicht überlebt hat, flieht Reiber aus dem Präsidium, wird aber am Abend von Fichtl gestellt und festgenommen.

## Produktion und Besonderheiten
Des Glückes Rohstoff war der insgesamt dritte Tatort-Fall um Oberinspektor Hirth. Die Folge Des Glückes Rohstoff wurde neun Monate nach der Erstausstrahlung am 13. Juni 1986 erst- und einmalig vom Bayerischen Rundfunk in Deutschland ausgestrahlt. Die Folge wurde in Wien, Salzburg und Zürich gedreht. Dieter Moor hat eine Statistenrolle als Schweizer Bankangestellter.